# Vägar över Metaponto
Vägar över Metaponto är en resedagbok av Eyvind Johnson utgiven 1959.
Boken skildrar intryck från en resa genom Italien och publicerades ursprungligen som en artikelserie i Tidningen Vi. Den skildrar besök på orter som Benevento, Metaponto och Taranto vars historia och miljöer inspirerade Eyvind Johnson till romanerna Molnen över Metapontion och Hans nådes tid.